# 北秋田市消防本部
北秋田市消防本部（きたあきたししょうぼうほんぶ）は、秋田県北秋田市の消防部局（消防本部）。管轄区域は北秋田市および北秋田郡上小阿仁村全域。
上小阿仁村は北秋田市に常備消防事務を委託している。

## 概要
鷹巣町・合川町・森吉町・阿仁町・上小阿仁村で設立していた一部事務組合の鷹巣阿仁広域市町村圏組合（主な業務：常備消防業務、広域施設の管理業務）が合併前日をもって解散し、北秋田市に承継する。単独消防として北秋田市消防本部を設置する。
旧合川東小学校跡地に合川分署と森吉分署が統合した分署を建設し、2023年11月1日に運用開始。また、阿仁分署は2024年度隣接駐車場に新築予定。
- 消防本部：北秋田市鷹巣字北中家下85
- 管内面積：1,409.48km2
- 職員定数：96人
- 消防署1カ所、分署3カ所

主力機械
2022年4月1日現在
- 普通消防ポンプ自動車：13
- 水槽付消防ポンプ自動車：7
- 屈折はしご付消防自動車：1
- 救急自動車：5
- 救助工作車：1
- 指揮車：1
- 広報車：5
- 資機材搬送車：1
- その他：3

## 沿革
- 2005年3月22日 - 北秋田郡鷹巣町・合川町・森吉町・阿仁町の新設合併に伴い、北秋田市が発足し、北秋田市消防本部を設置する。
- 2023年11月1日 - 合川分署と森吉分署が統合した「西統合分署」が供用開始。

## 組織
- 本部 - 総務課、警防課、予防課
- 消防署

## 消防署
| 消防署         | 住所                     | 分署 |
| -------------- | ------------------------ | --- |
| 北秋田市消防署 | 北秋田市鷹巣字北中家下85 | 西統合：北秋田市上杉字下屋布岱271-1 阿仁：北秋田市阿仁銀山字下新町41-14 上小阿仁：上小阿仁村小沢田字向川原118 |

- 北秋田市消防署
- 西統合分署
- 阿仁分署
- 上小阿仁分署